# سيدكلامسر (مقاطعة كلاردشت)
سيدكلامسر (بالفارسية: سیدکلامسر) هي قرية تقع في Kuhestan Rural District في إيران. يقدر عدد سكانها بـ 32 نسمة بحسب إحصاء 2016.